# Airam González
Airam González García (ur. 12 grudnia 1978) – hiszpański zapaśnik walczący w stylu wolnym. Brązowy medalista mistrzostw śródziemnomorskich w 2015 i 2016 roku.